# Kościół Najświętszej Maryi Panny Bolesnej w Gidlach
Kościół Najświętszej Maryi Panny Bolesnej – rzymskokatolicki kościół parafialny należący do parafii pod tym samym wezwaniem (dekanat Gidle archidiecezji częstochowskiej).

## Historia i wystrój

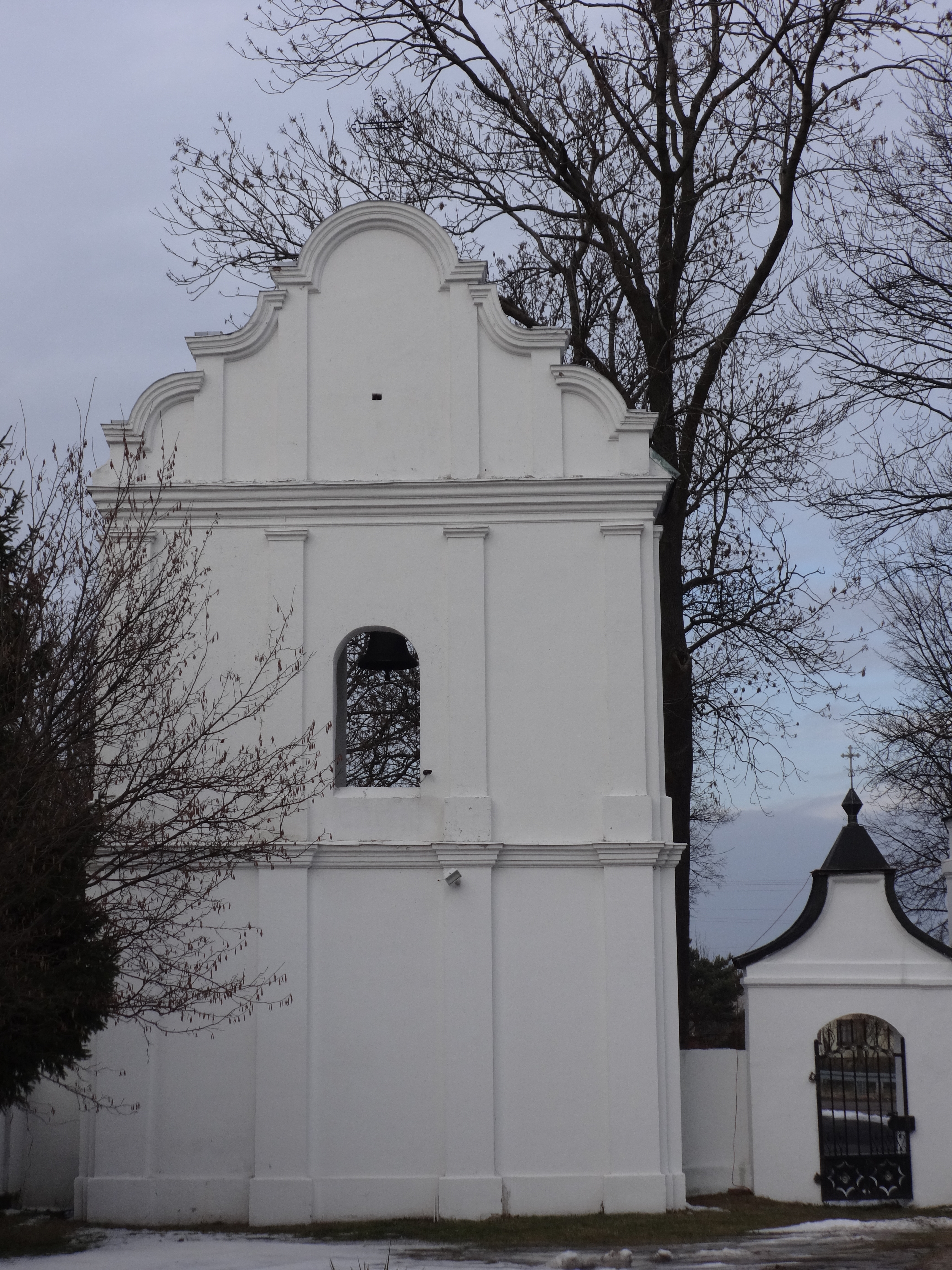
Dzwonnica

Jest to świątynia w stylu barokowym otoczona murowanym parkanem razem z zabytkową bramą i dzwonnicą. Swoim wyglądem nawiązuje do bazyliki jednonawowej z charakterystycznym dachem, w formie wieka trumny. Mury budowli są pomalowane w czerwone pasy jako symbol męczeńskiego świadectwa. Budowla została ufundowana w XVIII wieku. Jest pamiątką po pustelni utworzonej przez zakon Kartuzów sprowadzonych do Gidel w 1641 roku przez Zuzannę z Przerębskich Oleską. Świątynia posiada dwukondygnacyjną fasadę z falistym szczytem podzieloną pilastrami. W niszach i na cokołach znajdują się figury Chrystusa i czterech ewangelistów oraz dwa kartusze ozdobione herbami Odrowąż i Nowina. Wyposażenie budowli reprezentuje style: późnobarokowy i rokokowy. Ołtarz główny, wykonany w XVIII wieku, jest ozdobiony stiukową polichromowaną rzeźbą Piety pod krzyżem w otoczeniu postaci świętych. Dwa ołtarze boczne w stylu rokokowym charakteryzują się umieszczonymi w nich obrazami świętych Brunona i Macieja namalowanymi w połowie XVIII wieku. Wnętrza są ozdobione powstałymi w II połowie XVIII wieku rokokowymi intarsjowanymi stallami, konfesjonałami, ławkami, drzwiami do zakrystii, które wykonali bracia zakonni.